# Чхуба
Чхуба (груз. ჩხუბა) — село в Грузії.
За даними перепису населення 2014 року в селі проживає 2 осіб.